# Продан, Иван Андреевич
Иван Андреевич (Ион Андрей) Продан (рум. Ion Prodan, род. 13 августа 1968, село Старая Сарата, Фалештский район, Молдавская ССР, СССР) — российский серийный убийца и грабитель, гражданин Молдовы. Имел особую примету — на левой руке отсутствовал мизинец. Совершил 5 убийств и 17 нападений в период с сентября 1998 по февраль 1999 года на территории Москвы и Московской области. Известен под прозвищами «Гипнотизёр» и «Домодедовский упырь». Несмотря на тяжесть совершённых им деяний, Продан избежал пожизненного лишения свободы и в 2000 году был приговорён к 25 годам лишения свободы. В 2010 году был этапирован в Молдавию для дальнейшего отбывания срока, где в 2014 году был освобождён в результате смягчения уголовного наказания.

## Биография

### Детство и юность
Иван Продан родился 13 августа 1968 года в селе Старая Сарата последним (11 по счёту) ребёнком в многодетной и бедной молдавской семье. Отец Продана страдал алкоголизмом, постоянно избивал мать и детей. После побоев Иван убегал из дома. По непонятной причине его тянуло к железной дороге, порой он неделями жил в заброшенных вагонах.
В школе Продана также унижали, её он так и не закончил. То же самое было и во время прохождения им срочной военной службы в стройбате Ленинградского военного округа. Как впоследствии расскажет сам Продан, любимой шуткой его сослуживцев была: «Иван, за сколько Продан?». Обид он не прощал, был вспыльчивым человеком.
В 1992 году Продан уехал из Молдавии на заработки, став гастарбайтером. Остановился в Костромской области, где работал в лесном хозяйстве. Вскоре женился на местной девушке, у них родилась дочь. Потеряв работу, он стал разъезжать по стране в поисках заработка.
Продана продолжало тянуть к железной дороге. Именно неподалёку от неё он впоследствии совершил большинство преступлений.

### Первые преступления
По признанию Продана, 2 сентября 1994 года он совершил первое убийство: возле помещения пункта технического осмотра поездов на территории станции «Москва-Пассажирская-Киевская» во время распития спиртных напитков убил своего собутыльника, плотника Владимира Сладкова, с целью его последующего ограбления. Удар по голове Сладкова он нанёс случайно подвернувшимся ему под руку металлическим уголком. Виновность Продана в этом эпизоде не была доказана на суде.
В 1995 году в Санкт-Петербурге Продан с сообщником совершает разбойное нападение. Проведя 9 месяцев в следственном изоляторе, он был приговорён к 4 годам лишения свободы условно.
Отправившись в Москву, Продан с семьёй снял квартиру в доме №37 по проспекту Ленинского Комсомола в городе Видное Московской области. Продан систематически избивал и оскорблял жену, однажды чуть не выбросил её с шестого этажа.
Продан отправил семью в Молдавию. Не имея возможности более платить за жильё, он стал ночевать в Бирюлëвском лесопарке. Летом 1998 года Продан начал совершать преступления в Домодедовском и Ленинском районах Московской области: по ночам он нападал на одиноких женщин, бил их по голове, насиловал, отбирал деньги и продукты питания.
Когда похолодало, Продан вновь снял квартиру в Видном. К нему вернулись жена с дочерью, однако, не выдержав издевательств, они навсегда уехали в другой город.
Испытывая проблемы с женским полом, Продан стал мстить как женщинам, так и мужчинам, у которых с этим было всё в порядке. В городе Видное Продан бил уголком по головам мужчин, раздевал их и пускал нагишом по улицам; возможно, у Продана имелись бисексуальные наклонности.
Однако Продан понимал, что, несмотря на свою недюжинную силу, он не сможет справиться с любым мужчиной даже при помощи уголка. Поэтому он решил овладеть искусством гипноза. Однажды в руки к нему попала книга «Гипноз: методика и практика». Прочитав её, Продан решил, что овладел чудодейственным искусством и попытался применить её на прохожем. Однако под медитирующим взглядом Продана мужчина не только не согласился раздеться и отдать все деньги, но и жестоко избил его. После этого все гипнотические «сеансы» Продан начинал с испытанного удара уголком по голове. Иногда вместо уголка орудием преступлений маньяка становились и разнообразные подручные средства, например, бутылки или камни.
Продан хорошо изучил психологию милиционеров, с которыми, как это ни удивительно, сталкивался постоянно. Он легко шёл с ними на контакт, умело изображая пьяного. Однажды, когда Продан возвращался с очередного ограбления, его задержал патруль. Увидев, что его куртка испачкана кровью жертвы, он хладнокровно прокусил себе руку и измазал куртку уже своей кровью. Оказав первую помощь, его отпустили.

### Убийства
Всего Продан совершил 5 доказанных убийств.
4 сентября 1998 года Продан нанёс смертельный удар уголком случайному прохожему Геннадию Кулеву. Как он признался на следствии, произошло это непроизвольно: «Я просто ударил человека трубой по голове, а что с ним стало потом, выяснять не стал». О том, что он убил его, Продан узнал из выпуска криминальных новостей.
Второе убийство он совершил 29 декабря 1998 года около железнодорожной станции Взлётная, жертвой стала кассир Ирина Колесник. Выйдя из электрички, она пошла по платформе. Продан шёл ей навстречу, подобрал с земли уголок и пошёл за ней. В темноте подошёл к ней сзади, ударил по голове. Женщина упала головой вниз. Он забрал вещи и деньги, а её сбросил вниз в овраг. На следующий день её нашли, а ещё через месяц она умерла в больнице, не приходя в сознание.
Через 2 часа на той же платформе тем же самым уголком Продан убил детского врача Валерия Креховецкого. У него он забрал медицинские инструменты и дублёнку.
Ещё одной жертвой стала 23-летняя Эрмине Аракелян. Продан попытался с ней познакомиться, но получил отказ. Он схватил с земли камень и ударил несколько раз по лицу, девушка потеряла сознание. Он подхватил её, перетащил к забору, бросил лицом вниз, снял шубу и брюки.
Однажды Продану сильно повезло: убив случайно оказавшуюся на его дороге кассира Татьяну Шевелькову, он обнаружил в её сумке пачки денег. Обрадованный находкой, убийца решил поймать попутную машину. Сев в остановившийся милицейский автомобиль, он, доехав до места, неосторожно открыл сумку, чтобы расплатиться. Увидев деньги, сотрудники милиции сами пошли на преступление и ограбили маньяка, выбросив его затем из машины. Убийца долго стоял на обочине дороги, извергая проклятия.

### Арест, следствие и суд
В начале марта 1999 года Продан был арестован на 15 суток за сопротивление работникам милиции. Вёл он себя в камере нервно, а чуть позже сымитировал самоубийство, оттянув кожу на животе и ударив в неё заточенной ложкой. Продан был доставлен в больницу, откуда сбежал.
Продан сразу же отправился к сестре, которая также проживала в Видном. Там он и был задержан 3 апреля сотрудниками милиции, расследовавшими дело серийного насильника, грабителя и убийцы. 9 дней маньяк молчал. Когда на десятый день его вновь вызвали на допрос, в беседе следователя с ним зашёл разговор об Андрее Чикатило. Буквально спавший на допросах Продан неожиданно заявил: «Да он просто щенок по сравнению со мной, этот ваш Чикатило!», после чего потребовал бумагу и ручку и написал чистосердечное признание, в котором, тем не менее, указал лишь малую часть своих преступлений.
Продан был весьма капризным подследственным. Чтобы разговорить его, следователь был вынужден приносить ему бананы и другие продукты, которые маньяк заказывал ему.
Общий список преступлений Ивана Продана оказался впечатляющим. Он признался в совершении 58 нападений за 9 месяцев 1998—1999 годов. Было проверено более 200 заявлений по Московской области, в возбуждении уголовных дел с которых было отказано. При этом были обнаружены факты сокрытия сотрудниками милиции нападений на женщин. Когда в квартире, где жил маньяк, производился обыск, там были обнаружены более 300 наименований подозрительных женских вещей, вплоть до ношеной обуви. Владельцы этих вещей так и не были установлены, равно как и подлинное число жертв серийного убийцы Ивана Продана.
После того, как судебно-психиатрическая экспертиза признала Продана ограниченно вменяемым, он отказался от всех своих показаний. В результате Московский областной суд счёл доказанными 5 убийств и 17 нападений и в 2000 году приговорил Ивана Продана к 25 годам лишения свободы в колонии строгого режима. Верховный Суд России оставил приговор без изменения.

### Освобождение
Некоторые СМИ сообщили, что Иван Продан отбывал уголовное наказание в одной из исправительных колоний, расположенных на территории республики Мордовия, откуда он якобы вышел на свободу 20 апреля 2024 года, отбыв полный срок. Однако ФСИН РФ опровергла эту информацию, заявив, что преступника ещё в 2010 году передали Молдавии для дальнейшего отбывания наказания. Сотрудники молдавских правоохранительных органов рассказали, что он был освобождён 18 августа 2014 года в связи со смягчением уголовного наказания, отбыв в общей сложности 15 лет в местах лишения свободы. Какое-то время жил в своём родном селе Старая Сарата, после чего его следы теряются. По словам его родного брата, Иван Продан изменил внешность.

## Родственники
Среди родственников Ивана Продана печальную известность получил его племянник Фёдор Продан, совершивший 4 убийства в 1997, 2015 и 2017 годах и приговорённый к пожизненному лишению свободы.

## В массовой культуре
- Взгляд изнутри. Русский психиатр (1999)
- Документальный фильм «Домодедовский упырь» из цикла «Криминальная Россия» (2001)